# Goober e i cacciatori di fantasmi
Goober e i cacciatori di fantasmi (Goober and the Ghost Chasers) è una serie televisiva a cartoni animati statunitense prodotta da Hanna-Barbera nel 1973.

## Trama
I protagonisti del cartone sono un gruppo di adolescenti che insieme al cane Goober risolvono misteri utilizzando le loro apparecchiature come il rivelatore di spettri e la polvere per poltergeist per scoprire se il fantasma è reale o meno. In alcuni casi, dei veri fantasmi li aiuteranno a scoprire quelli falsi, ovvero malintenzionati mascherati da spettri. Goober diventa invisibile quando viene spaventato da un fantasma.

## Personaggi principali
Di seguito l'elenco dei personaggi principali.
- Goober: è un cane verde turchese, protagonista della serie. Ha la capacità di diventare invisibile, seppure non abbia il pieno controllo di questa suo potere. Goffo e ottuso, indossa un berretto rosso e un collare dello stesso colore, uniche cose di lui che non spariscono.
- Gillie: il fotografo della squadra dei Cacciatori di Fantasmi, padrone di Goober. Ha i capelli biondi e porta gli occhiali. Tutte le foto che fa falliscono perché non si posso fare foto ai fantasmi.
- Tina: l'intervistatrice della squadra. Bella ragazza dai capelli rossi a caschetto, indossa sempre un maglioncino verde a girocollo e dei pantaloni fucsia.
- Laurie: la maggiore dei quattro fratelli Patridge. Seppure questi non facciano parte della squadra, si ritrovano spesso coinvolti nelle loro avventure.
- Danny: secondo dei fratelli Patridge, una giovane stella del rock. In un episodio un fantasma tenta di impossessarsi della sua voce per acquisire la sua popolarità, ma alla fine questi gli farà capire che per avere successo basta essere se stessi.
- Chris: il terzo dei fratelli Patridge. Insieme alla sorella Tracy, viene spesso confinato in un luogo sicuro mentre gli altri conducono le indagini.
- Tracy: più piccola dei fratelli Patridge. Spesso la sorella Laurie lascia lei e suo fratello Chris in un luogo sicuro per evitare che possa accadergli qualcosa.
- Ted: terzo e ultimo membro della squadra Cacciatori di Fantasmi. È un ragazzo alto dai capelli neri, che indossa sempre un completo costituito da una giacca e pantaloni viola, con sotto una maglietta giallo-arancio. Porta sempre con sé un rivelatore di ectoplasma, in modo a verificare la presenza di veri fantasmi.

## Episodi
Ci fu una sola serie di Goober e i cacciatori fantasmi contenente 16 episodi.
| Nº | Titolo originale                       | Titolo italiano | Prima TV USA      | Pubblicazione Italia |
| -- | -------------------------------------- | --------------- | ----------------- | -------------------- |
| 01 | Assignment: The Ahab Apparition        |                 | 8 settembre 1973  |                      |
| 02 | Brush Up Your Shakespeare              |                 | 15 settembre 1973 |                      |
| 03 | The Galloping Ghost                    |                 | 22 settembre 1973 |                      |
| 04 | The Singing Ghost                      |                 | 29 settembre 1973 |                      |
| 05 | The Ghost Ship                         |                 | 6 ottobre 1973    |                      |
| 06 | Mummy Knows Best                       |                 | 13 ottobre 1973   |                      |
| 07 | The Haunted Wax Museum                 |                 | 20 ottobre 1973   |                      |
| 08 | Aloha Ghost                            |                 | 27 ottobre 1973   |                      |
| 09 | The Wicked Witch Dog                   |                 | 3 novembre 1973   |                      |
| 10 | Venice Anyone?                         |                 | 10 novembre 1973  |                      |
| 11 | Go West Young Ghost, Go West           |                 | 17 novembre 1973  |                      |
| 12 | A Hard Day's Knight                    |                 | 24 novembre 1973  |                      |
| 13 | Is Sherlock Holme?                     |                 | 1º dicembre 1973  |                      |
| 14 | That Snow Ghost                        |                 | 8 dicembre 1973   |                      |
| 15 | Inca Dinka Doo                         |                 | 15 dicembre 1973  |                      |
| 16 | Old McDonald Had a Ghost – EI EI EEYOW |                 | 22 dicembre 1973  |                      |

### Trama episodi[2]
1. Assignment: The Ahab Apparition (Caso: L'apparizione di Achab):
La vacanza dei fratelli Partridge, viene rovinata dalla presenza in un vecchio maniero, del fantasma del Capitano Achab e di Moby Dick.
2. Brush Up Your Shakespeare (Rispolvera il tuo Shakespeare):
I fratelli Patridge avrebbero dovuto suonare ad un concerto, ma la loro esibizione viene annullata per la chiusura del teatro, infestato dal fantasma di Macbeth.
3. The Galloping Ghost (Il fantasma al galoppo):
Goober e i ragazzi si recano nel ranch di Wilt Chamberlain, dopo la segnalazione di un "cavaliere senza testa", per poter scrivere un nuovo articolo per la rivista "Cacciatori di fantasmi".
4. The Singing Ghost (Il fantasma cantante):
Il mostro di Krankenstein inganna Danny e i fratelli Partridge, portandoli a visitare il suo castello per discutere di alcune lezioni di canto. Una volta lì, si rendono conto che l'unica cosa che vuole il fantasma, è prendere la voce di Danny.
5. The Ghost Ship (La nave fantasma):
Goober e gli altri, sono a bordo di una vecchia nave pirata chiamata "La Strega marina", che viene portata alla deriva dal fantasma del Capitano Dunk. Incontrano anche il fratello "gentile" di Dunk, chiamato Dink.
6. Mummy Knows Best (La mummia lo sa bene):
I fratelli Partridge, Goober e tutto il gruppo, decidono di trascorrere le loro vacanze a Kairobi, la terra delle mille e una notte... e dei fantasmi. Lì incontrano il fratello di re Rashan, il principe Tasheel, e scoprono che il fantasma del re Osceros (antenato di re Rashan) e le sue mummie, stanno infestando la città perché re Rashan vuole modernizzare la città.
7. The Haunted Wax Museum (Il museo delle cere infestato):
In un momento libero, i fratelli Partridge decidono di visitare un vecchio museo delle cere di proprietà di Michelangelo Stearico. Il museo è pieno di fantasmi che si sono nascosti nei manichini di cera.
8. Aloha Ghost (Aloha fantasma):
Goober e il gruppo, si recano alle Hawaii per scrivere una storia su un avvistamento di fantasmi in una piantagione dove lavora Michael Gray.
9. The Wicked Witch Dog (La malvagia cagna stregata):
Una malvagia cagna stregata infesta il faro di Punta MacBurn's in Scozia.
10. Venice Anyone? (Venezia qualcuno?):
Goober e gli altri, si recano a Venezia per indagare sul fantasma di un nobile italiano di nome Don Giovanni (un antenato di Giulia), che vuole impedire a Carlo di sposare Giulia.
11. Go West Young Ghost, Go West (Vai via giovane fantasma, vai via):
In un parco divertimenti, la nuova casa stregata è un po' troppo stregata per i fratelli Partridge. Goober e gli altri scoprono che è infestata dal fantasma di Ichabod Ipswich.
12. A Hard Day's Knight (Una giornata difficile per un cavaliere):
Il fantasma di Don Miguel (un cavaliere spagnolo) infesta un centro spaziale che sta per lanciare il primo razzo con equipaggio su Marte.
13. Is Sherlock Holme? (È Sherlock Holmes?):
Goober e il gruppo, si recano in Inghilterra per risolvere un mistero. Sono assistiti da un parente del famoso detective Sherlock Holmes.
14. That Snow Ghost (Quel fantasma delle nevi):
Goober e gli altri, vengono chiamati da una stazione sciistica per indagare su una segnalazione di un fantasma delle nevi.
15. Inca Dinka Doo:
Il fantasma di un antico capo Incas infesta l'antica città Inca, e i cacciatori di fantasmi lo cercano.
16. Old McDonald Had a Ghost – EI EI EEYOW (Nella vecchia fattoria c'è un fantasma - IA IA O):
Goober e i ragazzi, verificano la segnalazione di una fattoria ereditata da George McDonald, infestata dal fantasma del vecchio McDonald e da uno spaventapasseri vivente.